# CAOZ
CAOZ est un studio islandais de production de films d'animation fondé en 2001. Il a produit ou coproduit plusieurs courts métrages, puis un premier long métrage, Hetjur Valhallar - Þór, en 2011.

## Histoire
Le studio CAOZ est fondé en 2001. Il produit d'abord des films publicitaires et offre ses services en matière de conception d'effets spéciaux. Le premier film de fiction produit par CAOZ est le court métrage d'animation en images de synthèse Litla lirfan ljóta, en 2002. En 2007, le court métrage Anna og skapsveiflurnar, également en images de synthèse, est récompensé par l'Edda Award du Court métrage de l'année. Fin 2011, CAOZ coproduit, avec le studio irlandais Magma Films et le studio allemand Ulysses, son premier long métrage en images de synthèse et en relief, Hetjur Valhallar - Þór, qui remporte deux Edda Awards (Meilleur montage, Meilleurs décors).

## Filmographie

### Longs métrages
- 2011 : Hetjur Valhallar - Þór (titre anglais : Legends of Valhalla: Thor, coproduit avec Magma Films et Ulysses)
- en projet : Egill: The Last Pagan (coproduction avec Lichthof Productions)
- en projet : Thor II : L'Héritage de Loki (titre anglais : Thor II : Loki's Legacy)
- en projet : The 14th Santa

### Courts métrages
- 2002 : Litla lirfan ljóta (titre anglais : The Little Lost Caterpillar)
- 2005 : Þröng sýn
- 2007 : Anna og skapsveiflurnar (titre anglais : Anna and the Moods)

### Série télévisée d'animation
- 2015 : Elias, Rescue Team Adventures, série animée en 52 épisodes de 11 minutes, co-produite avec Norway’s Animando